# Livsten

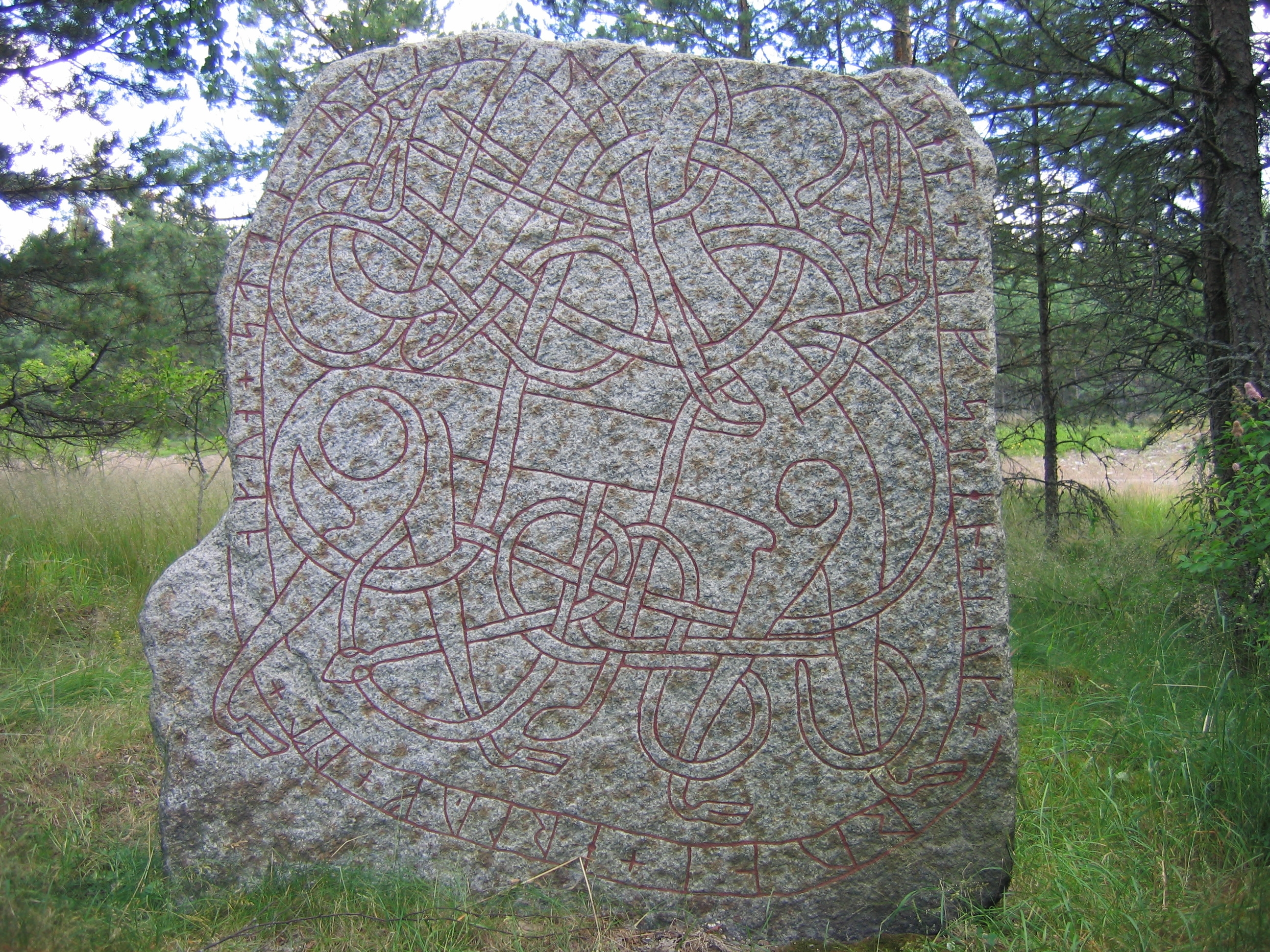
U 1164, Stora Runhällen

Livsten var en uppländsk runristare, verksam cirka 1030–1050 i västra och sydvästra Uppland samt i Salatrakten. 18 ristningar tillskrivs Livsten, varav fyra är signerade. Livstens ristningar kännetecknas av ett stort fyrfotadjur med utdragna lemmar och en ringlande ornamentik. Tårna är ofta väl markerade och svansen är ofta delad och riktad framåt och uppåt mellan bakbenen. En lärjunge till Livsten var Balle. Livsten anses ha varit en yngre medhjälpare till Tidkume.

## Signerade ristningar

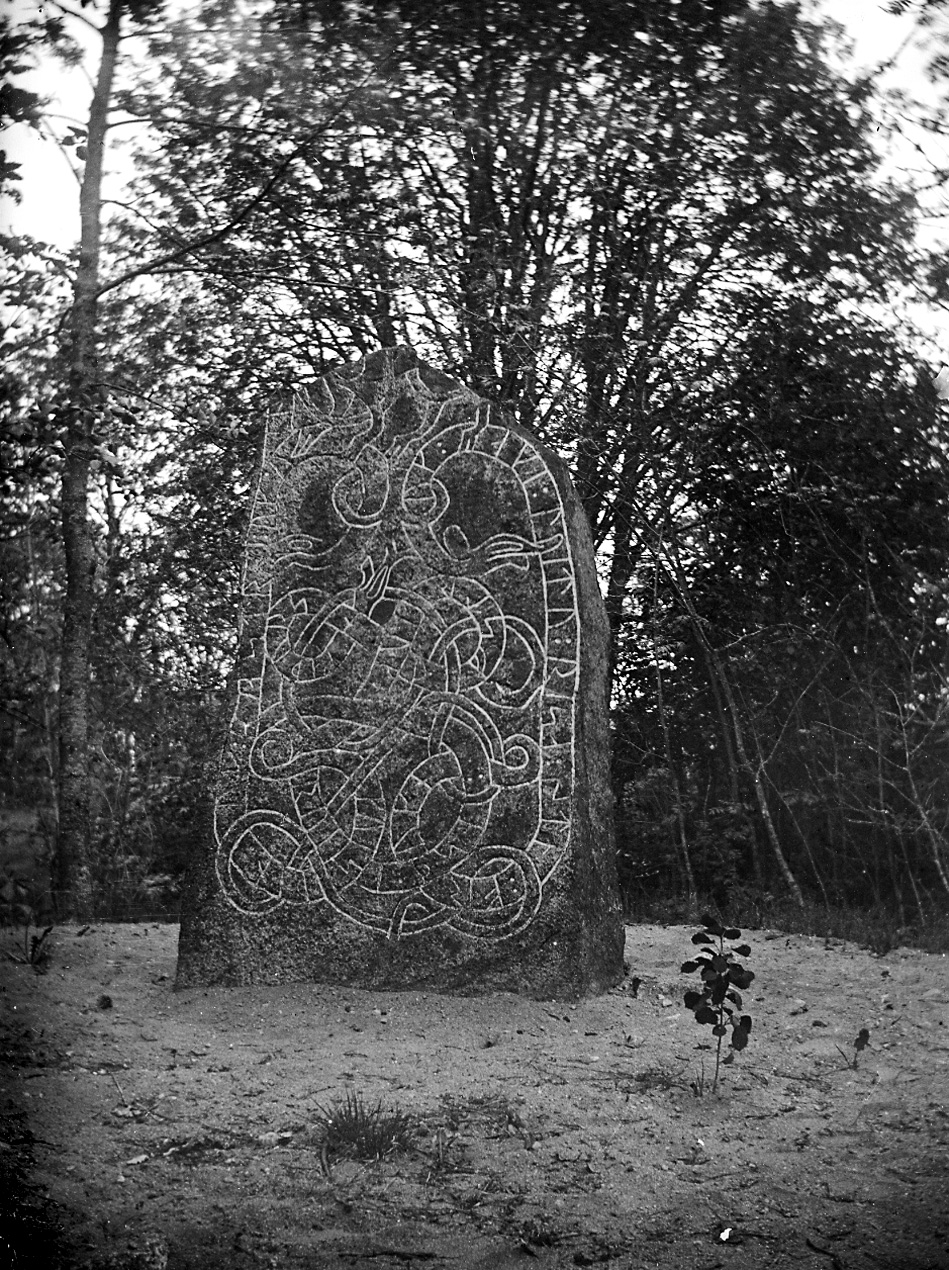
U 1158, Stora Salfors 1919

- U 766 (signerad på parstenen U 767)
- U 767 (signerad + lifsten + risti + )
- U 796  (signerad + lifsten + iuk runi + þsa + )[2]
- U 1152  (signerad + lifsten +)
- U 1158  (signerad  : lfsten : iuk : runi : þsa : )
- U 1164  (signerad + lifsten + iyk + runi + )
- Vs 29  (signerad + lifsten + risi + runi + þisa + )[3]

## Attribuerade ristningar
- U 780
- U 788
- U 789
- U 791
- U 794
- U 795
- U 797
- U 1160
- U 1171
- U Fv1973;146